# Le Pays sans étoile
Pour les articles homonymes, voir Le Pays sans étoiles (homonymie).
Le Pays sans étoile est un album de bande dessinée dans la série Valérian, écrite par Pierre Christin et dessinée par Jean-Claude Mézières.

## Synopsis
Dans un système à quatre planètes, Valérian et Laureline sautent d'un monde à l'autre pour féliciter les colons qui viennent de s'installer. Mais on découvre que la colonie entière est menacée de collision avec une planète errante, qui fonce follement dans l'espace. En s'approchant de cette dernière, ils découvrent que c'est une planète creuse dont les habitants vivent à l'intérieur de la croûte, leur noyau faisant office de soleil.
Trois peuples habitent la planète Zahir. Malka, la ville-citadelle dirigée par la tyrannique reine Klopka et dominée par les femmes, mène une guerre éternelle contre Valsennar, la cité-jardin du décadent empereur Alzafrar dominée par les hommes. Les Lemms, enfin, fournissent les deux camps en flogums, des cristaux explosifs. Ce sont eux que Valérian et Laureline rencontrent en premier.
Afin d'en savoir plus, Valérian et Laureline se séparent et vont infiltrer les deux camps en guerre afin de mettre fin à cette guerre des sexes.

## Principaux personnages
- le peuple Lemm
- Mutahar
- Nadjika
- l'Empereur Alzafrar
- la Reine Klopka